# شينك ماتسوكا
شينك ماتسوكا (باليابانية: 松岡 真吾) (17 فبراير 1981 في كاغوشيما في اليابان – )؛ هو لاعب كرة قدم سابق كان يلعب كمدافع.